# Giacôbê Nguyễn Ngọc Quang
Giacôbê Nguyễn Ngọc Quang (1909–1990) là một Giám mục người Việt Nam của Giáo hội Công giáo Rôma. Ông từng đảm nhận chức vụ giám mục phó, giám mục chính tòa giáo phận Cần Thơ trong khoảng thời gian 25 năm, kéo dài từ năm 1965 đến năm 1990. Trong Hội đồng Giám mục miền Nam Việt Nam, ông từng đảm nhận vai trò Tổng Thư ký trong suốt 10 năm, từ năm 1966 đến năm 1976. Khẩu hiệu Giám mục của ông là "Hãy nâng tâm hồn lên".
Nguyễn Ngọc Quang tên thật là Nguyễn Văn Sử (Sở), sinh tại Bà Rịa trong một gia đình 10 người con, trong đó 3 người đi theo con đường tu trì. Năm 11 tuổi, ông bắt đầu con đường tu trì của mình bằng việc nhập học Tiểu chủng viện Sài Gòn. Sau 15 năm tu học, ông được truyền chức linh mục vào tháng 9 năm 1935.
Sau thời gian ngắn thực hiện các công việc mục vụ Công giáo, năm 1938, tân giám mục Ngô Đình Thục nhậm chức tại Địa phận Vĩnh Long và quyết định cho linh mục Quang đi du học tại Pháp. Đầu năm 1939, linh mục Quang đặt chân đến Pháp. Trong thời gian du học, ông nhiều lần phải di tản và gián đoạn việc học do ảnh hưởng của Chiến tranh thế giới thứ hai tại châu Âu. Tại Pháp, ông từng đóng vai trò trung gian hòa giải bất đồng giữa các phong trào Cộng sản và dẫn đầu đoàn linh mục chào đón chủ tịch Việt Nam Dân chủ Cộng hòa Hồ Chí Minh đến quốc gia này để đàm phán. Sau khi hoàn tất việc học, linh mục Quang trở về Việt Nam năm 1946 và dần thăng tiến trên con đường mục vụ, đảm nhận các vai trò quan trọng tại địa phận quê hương như Giám đốc Tiểu chủng viện Vĩnh Long rồi Tổng đại diện Giáo phận Vĩnh Long.
Tòa Thánh chọn linh mục Nguyễn Ngọc Quang làm giám mục phó giáo phận Cần Thơ năm 1964, hỗ trợ mục vụ tại giáo phận này khi giám mục chính tòa Philípphê Nguyễn Kim Điền được Tòa Thánh thăng hàm Tổng giám mục, bổ nhiệm làm Giám quản Tông Tòa Tổng giáo phận Huế. Nguyễn Ngọc Quang chính thức kế nhiệm trở thành giám mục chính tòa Cần Thơ vào năm 1968.
Sau chiến tranh Việt Nam, giám mục Quang được chính quyền Việt Nam mới đánh giá cao về tinh thần yêu nước. Thời kỳ này, ông góp phần khai mở lại Đại chủng viện Thánh Quí sau nhiều năm đóng cửa. Ông qua đời năm 1990 tại Tòa giám mục Cần Thơ.

## Thân thế và tu tập
Giám mục Giacôbê Nguyễn Ngọc Quang sinh ngày 23 tháng 7 năm 1909 tại Phước Lễ, Bình An, Bà Rịa (nay thuộc phường Phước Hiệp, thành phố Bà Rịa, tỉnh Bà Rịa – Vũng Tàu), thuộc Giáo phận Bà Rịa. Nhà thờ giáo xứ nơi ông sinh ra hiện nay được chọn làm Nhà thờ chính tòa Bà Rịa. Ngoài giám mục Quang, giáo xứ này là nơi phát xuất của hai giám mục khác là Giacôbê Nguyễn Văn Mầu, giám mục chính tòa Giáo phận Vĩnh Long và Tôma Nguyễn Văn Trâm, giám mục Tiên khởi giáo phận Bà Rịa. Giám mục Trâm là cháu họ gọi Giám mục Quang là cậu.
Cha mẹ Nguyễn Ngọc Quang có 10 người con gồm 2 nữ và 8 nam trong đó có 4 người qua đời thời còn thơ ấu. Thân phụ ông là ông Nguyễn Ngọc Thanh (mất 1932) và thân mẫu ông là bà Nguyễn Thị Thông (mất 1943). Trong số các người con sống đến tuổi trưởng thành của ông bà có 3 người con theo đường tu trì gồm một nữ tu dòng Thánh Phaolô Thành Chartres, linh mục Giacôbê Nguyễn Ngọc Công và giám mục Nguyễn Ngọc Quang. Gần một tháng sau khi sinh, Nguyễn Ngọc Quang được khai sinh vào ngày 15 tháng 8 với tên Nguyễn Văn Sử, nhưng vì trùng tên một một người trong dòng họ, cậu được gọi bằng các tên thay thế là Sở và Quang. Gia đình cậu sinh sống tại Xóm Cát, các nhà thờ họ đạo khoảng 1,2 km.
Năm 1918, người anh Nguyễn Ngọc Công đi tu học. Hai năm đó 1920, cậu bé Nguyễn Ngọc Quang nhập học Tiểu chủng viện Sài Gòn. Vào thời điểm này, ngôi trường La-tinh Sài Gòn không có chương trình học cụ thể, chương trình học đầy chắp vá. Năm 1925, Khâm mạng Arsi quyết định các học sinh tại đây cần học chương trình nhà nước và lấy bằng ngôn ngữ Pháp, cậu bé Quang là một trong năm học sinh thi bằng ngôn ngữ Pháp, đậu bằng Franco-indigène.
Năm 1928, chủng sinh Nguyễn Ngọc Quang tiếp tục con đường tu học bằng việc nhập học Đại chủng viện Thánh Giuse Sài Gòn. Sau hai năm học về triết học, chủng sinh Quang nhận nghi thức cắt tóc và được bổ nhiệm đi dạy học tại các xứ đạo trong khoảng thời gian 6 tháng tại mỗi địa điểm: Giồng Gòn, họ đạo Vĩnh Long và Bình Đại kèm họ đạo mới là Lộc Tân. Năm 1933, linh mục Gioan Baotixita Nguyễn Bá Tòng được Tòa Thánh chọn làm giám mục, là giám mục Công giáo người Việt Nam đầu tiên. Tân giám mục chính là linh mục đỡ đầu cho anh em Nguyễn Ngọc Công và Nguyễn Ngọc Quang tu học, nên họ tổ chức lễ đón tiếp giám mục Tòng khi tân giám mục về thăm trường La tinh. Chính vì việc này, cả hai chủng sinh này bị hoãn truyền chức linh mục: chủng sinh Công hoãn 18 tháng, chủng sinh Quang hoãn 6 tháng.

## Linh mục
Nguyễn Ngọc Quang được truyền chức linh mục ngày 21 tháng 9 năm 1935. Sau khi trở thành linh mục, tân linh mục được giám mục Dumortier Đượm bổ nhiệm hỗ trợ mục vụ các họ đạo Rạch Dầu, Cái Mơn, Cái Quao, với thời gian quy định là hai tháng cho mỗi địa điểm. Sau đó, linh mục Quang được bổ nhiệm làm linh mục phó xứ Mặc Bắc trong sáu tháng, sau đó lại thuyên chuyển làm linh mục phó xứ Bãi Xan. Tại nhiệm sở Bãi Xan, linh mục Nguyễn Ngọc Quang đảm nhận vai trò tại đây trong thời hạn một năm.
Giám mục Ngô Đình Thục trở thành giám mục Địa phận Vĩnh Long và quyết định thuyên chuyển linh mục Quang từ Bãi Xan về tạm trú tại Vĩnh Long, trong thời gian chuẩn bị cho đi du học nước ngoài, cùng linh mục Antôn Nguyễn Văn Thiện. Cuối năm 1938, ngày 6 tháng 12, hai linh mục Quang và Thiện xuống tàu “Chargeurs Réunis” để đến Pháp. Họ cập cảng Marseille vào ngày 5 tháng 1 năm 1939 và một ngày sau đó di chuyển bằng xe lửa đến Paris, nhập học tiểu chủng viện Paris ở Conflans. Chi phí cho các linh mục này du học do Hội Thánh Phêrô tài trợ, mỗi linh mục cũng được địa phận Vĩnh Long chu cấp cho 400 đồng tiền Việt. Tại Pháp, các linh mục du học gặp khó khăn vì thời tiết khắc nghiệt mùa đông tại Pháp.
Chín tháng sau khi đến Pháp, ngày 1 tháng 9, Adolf Hitler tuyên chiến với Pháp, chiến tranh thế giới thứ hai nổ ra, các linh mục đang học tập tản cư xuống miền Nam Pháp, định cư tại Aix-en-Provence. Năm 1942, linh mục Nguyễn Ngọc Quang thi xong chương trình Tú Tài, thì quân Đồng Minh đến miền Nam Pháp, các linh mục chia nhau đến tản cư các nơi khác nhau. Linh mục Quang quyết định đi đến Toulouse, Pháp. Trong khoảng thời gian từ năm 1942 đến năm 1946, linh mục Nguyễn Ngọc Quang tá túc tại Institut Catholique, Toulouse và đi học đại học nơi khác và hoàn thành thi cử học phần cuối vào tháng 6 năm 1946. Trong thời gian sống tại Toulouse, thường ngày ông thường cử hành lễ cho các nữ tu dòng Vincent de Paul (Vinh Sơn Đệ Phaolô) ở xứ đạo La Daurade. Chủ nhật hàng tuần thì cử hành lễ tại họ đạo Cox, cách Toulouse 225 km. Cũng trong năm 1946, đại hội công giáo Việt Nam tại Toulouse bầu chọn linh mục Giacôbê Nguyễn Ngọc Quang đảm trách nhiệm vụ tuyên úy người Công giáo Việt Nam sống tại giáo phận Toulouse và giáo phận Carcassonne, Pháp.
Tháng 3 năm 1946, phái đoàn Việt Nam Dân chủ Cộng hòa do Chủ tịch nước Hồ Chí Minh dẫn đầu đến Pháp tham dự hội nghị Fontainebleau, thương thuyết việc trao trả độc lập cho Việt Nam. Những người Việt yêu nước tại Pháp tổ chức tiếp đón phái đoàn. Linh mục Nguyễn Ngọc Quang dẫn đầu đoàn linh mục du học chào mừng đoàn chính quyền Việt Nam. Tình hình chính trị phức tạp do phong trào Cộng sản đệ tam và đệ tứ Quốc tế gặp bất đồng. Linh mục Nguyễn Ngọc Quang được chọn làm trung gian hòa giải. Kết quả, Cộng sản Đệ Tứ tự giải thể.
Sau thời gian dài du học ngoại quốc, ngày 12 tháng 12 năm 1946, linh mục Nguyễn Ngọc Quang và Nguyễn Văn Thiện trở về Việt Nam trên chuyến tàu đầu tiên từ Pháp đến Viễn Đông sau chiến tranh thế giới thứ hai. Con tàu mang tên Champolion, đến Sài Gòn vào tháng 1 năm 1947. Linh mục Quang tạm trú tại Sài Gòn trước khi về Vĩnh Long, thì linh mục đoàn Hạt Đại diện Tông Tòa Sài Gòn (Địa phận Sài Gòn) chất vấn giám mục về các linh mục tham gia kháng chiến và bày tỏ sự ủng hộ với việc kháng chiến. Linh mục Nguyễn Ngọc Quang được các linh mục chọn làm người hỗ trợ tinh thần. Một số linh mục giáo sư Chủng viện bị nghi ngờ là chủ xướng vụ việc đánh rải truyền đơn cho các linh mục cấm phòng và 4 vị được yêu cầu rời khỏi chủng viện trong 24 giờ, trong đó có linh mục Phaolô Nguyễn Văn Bình và Giuse Phạm Văn Thiên.
Từ tháng 3 năm 1947, linh mục Nguyễn Ngọc Quang đảm nhận vai trò Giám đốc Tiểu chủng viện Vĩnh Long và kiêm nhiệm phụ trách xứ chính tòa Vĩnh Long kể từ ngày 8 tháng 1 năm 1948. Sau khi Việt Nam Dân Chủ Cộng Hòa phát lệnh Toàn quốc kháng chiến, tình hình chính trị căng thẳng, nhiều linh mục thuộc địa phận Vĩnh Long bị giết và nhiều nhà thờ bị đốt. Dịp hè 1947, linh mục Nguyễn Ngọc Quang xin phép hỗ trợ mục vụ tại Cái Nhum, thuộc địa bàn quân kháng chiến và liên lạc, nhờ cậy linh mục Lê Đình Hiền để liên lạc với tướng Nguyễn Bình. Nhờ việc này, việc giết hại linh mục và đốt nhà thờ đã chấm dứt.
Năm 1950, linh mục Nguyễn Ngọc Quang thành lập nhà in Long Hồ ấn quán và "Nguyệt san Hiệp nhất", cơ quan ngôn luận của Địa phận Vĩnh Long và xây dựng trường Nguyễn Trường Tộ vào năm 1952. Linh mục Quang dừng việc giảng dạy tại Chủng viện kể từ năm 1954.
Năm 1960, Hàng giáo phẩm Công giáo Việt Nam thành hình, Tòa Thánh thành lập thêm nhiều giáo phận tại Việt Nam, giám mục Vĩnh Long là Ngô Đình Thục được thăng Tổng giám mục Huế, linh mục Nguyễn Văn Thiện trở thành giám mục chính tòa Giáo phận Vĩnh Long. Tân giám mục Thiện, người bạn du học quyết định bổ nhiệm linh mục Nguyễn Ngọc Quang làm Tổng đại diện Giáo phận Vĩnh Long sau khi tiếp quản giáo phận, dồng thời linh mục Quang còn kiêm nhiệm chức vụ chính xứ nhà thờ chính tòa Vĩnh Long.

## Giám mục phó Cần Thơ
Đảo chính chính trị tại Việt Nam Cộng hòa năm 1963 giết chết Tổng thống Ngô Đình Diệm làm Tổng giám mục đô thành Tổng giáo phận Huế Phêrô Máctinô Ngô Đình Thục, anh trai tổng thống không thể trở về Việt Nam khi đang tham gia Công đồng Vatican II. Ngày 30 tháng 9 năm 1964, giám mục Philipphê Nguyễn Kim Điền, Giám mục chính tòa Cần Thơ được Tòa Thánh Vatican thăng hàm Tổng giám mục, điều động giữ chức Giám quản Tông Tòa Giáo phận Huế thay Tổng Giám mục Ngô Đình Thục, Ngày 22 tháng 3 năm 1965, Tòa Thánh bổ nhiệm Linh mục Giacôbê Nguyễn Ngọc Quang giữ chức Giám mục phó Giáo phận Cần Thơ.
Tin tức bổ nhiệm tân giám mục Nguyễn Ngọc Quang bị rò rỉ cho ông Trương Công Cừu và ông này công bố tin này rộng rãi. Chính vì tin đồn này, Tòa Thánh trì hoãn việc phong chức giám mục cho giám mục tân cử. Lễ tấn phong Giám mục cử hành chiều ngày 5 tháng 5 năm 1965 tại Nhà thờ chính tòa Vĩnh Long, dù nơi này đang trong quá trình xây dựng. Phần nghi thức truyền chức được cử hành bởi chủ phong là Tổng giám mục Khâm sứ Tòa Thánh Angelo Palmas, hai giám mục phụ phong là giám mục Antôn Nguyễn Văn Thiện – giám mục chính tòa Giáo phận Vĩnh Long và Tổng giám mục đô thành Tổng giáo phận Sài Gòn Phaolô Nguyễn Văn Bình. Nguyễn Ngọc Quang chính thức nhận chức giám mục phó Cần Thơ ngày sáng hôm sau. Giáo phận Cần Thơ năm 1965 có 71.926 giáo dân, 72 linh mục, 171 nữ tu, 55 đại chủng sinh và 205 tiểu chủng sinh.
Trong khuôn khổ ba ngày cầu nguyện cho hòa bình, giám mục Nguyễn Ngọc Quang dẫn đầu đoàn rước nhân dịp kỷ niệm lễ Công giáo mang tên Lễ Đức Mẹ Lên Trời, ngày 22 tháng 8 năm 1965 tại Nhà thờ chính tòa Cần Thơ. Tháng 9 năm 1965, giám mục Nguyễn Ngọc Quang tham gia phiên họp cuối cùng của Công đồng Vatican II. Năm 1966, ông thành lập Tiểu Chủng viện Á Thánh Quý tại Cái Răng và được bầu làm Tổng thư ký Hội đồng Giám mục miền Nam Việt Nam.
Sau khi các bên đình chiến cuộc chiến Tết Mậu Thân năm 1968, theo thống kê có 39 gia đình được hỗ trợ tị nạn tại nhà tĩnh tâm, cạnh bên Tòa giám mục của giám mục Nguyễn Ngọc Quang. Những người dân di tản được Giáo hội Công giáo địa phương hỗ trợ phần lớn là người ngoài Công giáo ra đi vì chiến sự tại các cơ sở tôn giáo: Tiểu chủng viện, nhà thờ, trường học, bệnh viện, trại trẻ mồ côi và hỗ trợ quần áo cũng như thuốc. Theo giám mục Quang không có linh mục và các nữ tu thiệt mạng và không có nhà thờ, tu viện bị phá hủy trong trận chiến này.

## Giám mục chính tòa Cần Thơ

### Trong chiến tranh Việt Nam
Năm 1968, giám mục chính tòa Nguyễn Kim Điền chính thức trở thành Tổng giám mục đô thành Tổng giáo phận Huế, giám mục phó Nguyễn Ngọc Quang chính thức trở thành giám mục chính tòa Giáo phận Cần Thơ. Từ khi tham gia phiên họp cuối cùng của Công đồng Vatican II vào tháng 9 năm 1965, giám mục Quang đưa ra quyết định quản trị giáo phận theo tinh thần công đồng: Xây dựng một Giáo hội hiệp thông – tham gia – đồng trách nhiệm.
Chấp chính giáo phận, giám mục Nguyễn Ngọc Quang nhanh chóng thành lập Hội đồng Cố vấn, Hội đồng linh mục và Tòa án Hôn phối Giáo phận. Ngoài ra, giám mục Quang gửi một số linh mục đi du học ngoại quốc, trong đó có các linh mục Emmanuel Lê Phong Thuận, Gioan Baotixita Phạm Minh Mẫn,... Trong khoảng thời gian từ năm 1970 đến năm 1975, ông đảm nhận vị trí Chưởng ấn Viện Đại học Đà Lạt. Nguyễn Ngọc Quang là chưởng ấn thứ hai, kế vị giám mục Phêrô Máctinô Ngô Đình Thục không trở về Việt Nam, đồng thời cũng là Chưởng ấn cuối cùng của Học viện này.
Nhằm mục đích hỗ trợ tài chính cho chủng viện và các tu viện tại giáo phận Cần Thơ, giám mục Nguyễn Ngọc Quang cho thành lập nhà máy nước đá tại Cái Răng năm 1967, sau đó lập một nhà xưởng chuyên sản xuất tàu vị yểu tại Sóc Trăng năm 1969. Giám mục Quang cũng quan tâm đến dòng Mến Thánh Giá Bình Thủy mà vị tiền nhiệm Nguyễn Kim Điền là thiết lập: cuối năm 1969, ông quyết định xây cất thêm cơ sở cho dòng này làm đệ tử viện và kể từ năm 1970, bàn giao việc huấn luyện các nữ tu cho nhà dòng. Giám mục Nguyễn Ngọc Quang cho mở rộng Tiểu chủng viện Cái Răng và khánh thành các hạng mục công trình mới vào đầu tháng 8 năm 1970. Ông cũng hỗ trợ nhân sự và tài chính để truyền giáo tại nhiều nơi và tổ chức lạc quyên để hỗ trợ tái thiết nhà thờ, mở các giáo điểm. Cuối năm 1968, giám mục Nguyễn Ngọc Quang kêu gọi giáo dân ủng hộ đóng góp để tái thiết Nhà thờ Chính tòa Cần Thơ. Nghi thức đặt viên đá đầu tiên cử hành vào dịp kỷ niệm 15 năm thành lập giáo phận, ngày 8 tháng 12 năm 1970. Cũng trong dịp này, giáo phận Cần Thơ cũng cho phát hành Kỷ yếu Giáo phận.
Ngoài dòng Mến Thánh Giá, giám mục Nguyễn Ngọc Quang cũng quan tâm đến các dòng tu khác. Sau khi dòng Con Đức Bà Nam Vang phân chia thành hai dòng tại Russeykeo và Cần Thơ, tháng 7 năm 1967, Giám mục Quang ký sắc lệnh thiết lập và đặt danh hiệu mới cho phân dòng tại Cần Thơ là Dòng Con Đức Mẹ Bình Thủy – Cần Thơ. Sau biến cố năm 1970 tại Campuchia, các tu sĩ tại Russeykeo di cư đến Việt Nam, số ít xin vào phân dòng tại Cần Thơ. Giám mục Quang hỗ trợ nhà dòng 5 mẫu đất vườn gồm vườn cây ăn trái và trại chăn nuôi giáo phận Cần thơ để họ xây dựng tu viện và sinh sống. Với dòng Thánh Gia đến Việt Nam tháng 5 năm 1970. Tháng 6 năm 1973, giám mục Quang chấp thuận cho dòng này thành lập nhà Đệ tử (thứ hai) tại Cần Thơ, ông cũng quyết định giao Nhà dòng Truyền giáo thánh Phaolô tại Cái Khế cho Dòng Thánh Gia dùng làm Đệ Tử viện Thánh Gia Cần Thơ vào tháng 9 năm 1973. Giám mục Quang cũng chấp thuận và hỗ trợ dòng Thánh Gia mua lại cơ sở của Tu hội Na Gia vào năm 1974. Ngoài các dòng tu trên, tại Cần Thơ, giám mục Nguyễn Ngọc Quang đồng ý cho một số dòng tu khác sinh hoạt tại Giáo phận.
Đầu tháng 10 năm 1972, giám mục Nguyễn Ngọc Quang công bố Quy chế Hội đồng giáo xứ và yêu cầu các linh mục xúc tiến cơ cấu này trong giáo xứ và các họ đạo, nhằm mục đích thúc đẩy việc truyền giáo và sinh hoạt tôn giáo. Giữa tháng 1 năm 1973, ông cho thành lập 6 Uỷ ban của Giáo phận và thành lập thêm hai ủy ban khác vào năm 1975. Giám mục Nguyễn Ngọc Quang cũng cho thiết lập tờ báo nguyệt san Đồng Hướng, tờ này hoạt động đến năm 2003 cho tới khi linh mục Antôn Vũ Huy Chương trở thành giám mục và thông tin giáo phận chuyển sang giao diện điện tử.

### Sau chiến tranh Việt Nam
Sau chiến tranh Việt Nam, nhiều sự thay đổi diễn ra: nhiều giáo dân rời Việt Nam, đi đến vùng kinh tế mới, học tập cải tạo,... Nhiều giáo sĩ hồi tục, nhiều giáo sĩ du học không thể trở về Việt Nam, một số linh mục đi cải tạo và số ít linh mục xin gia nhập giáo phận. Số linh mục đầu năm 1975 là 118 suy giảm còn 86 vị vào cuối năm. Về các cơ sở tôn giáo, nhiều họ đạo không còn cơ sở tôn giáo và việc đi lại gặp nhiều hạn chế. Các hội đoàn Công giáo Tiến hành không được phép hoạt động.
Ngày 6 tháng 6 năm 1975, giám mục Nguyễn Ngọc Quang tấn phong giám mục phó cho linh mục Emmanuel Lê Phong Thuận. Trong Văn thư đề ngày 2 tháng 8 năm 1976, giám mục Nguyễn Ngọc Quang và Ban cố vấn đồng ý bàn giao tất cả ruộng đất của Giáo phận để Chính quyền phân phối cho dân. Giáo phận Cần Thơ chỉ còn giữ lại đất phượng tự và một ít đất cho các linh mục tu sĩ canh tác. Ngoài đất đai, các cơ sở giáo dục của giáo phận Cần Thơ cũng chuyển giao cho Nhà nước, gồm 13 trường trung học phổ thông và kỹ thuật, 38 trường tiểu học, 23 vườn trẻ. Các cơ sở khác thuộc quyền quản lý của giáo phận như y tế và xã hội bàn giao cho Nhà nước hoặc tự giải thể.
Sau chiến tranh, 80 chủng sinh giáo phận đang học tại các Đại chủng viện Đà Lạt, Long Xuyên và Vĩnh Long được gọi về giáo phận. Giám mục Nguyễn Ngọc Quang áp dụng nhiều cách khác nhau để có thể phong chức cũng như đào tạo những chủng sinh này trở thành linh mục: gửi nhóm chủng sinh đã hoàn tất chương trình đến các nơi khó khăn, thiếu linh mục để giáo dân xin chính quyền cho phong chức; các chủng sinh chưa hoàn tất việc đào tạo, giám mục Quang chia họ thành các nhóm để lao động sản xuất và được linh mục nhiệm sở cho thực tập việc mục vụ. Các chủng sinh này được yêu cầu sau mỗi 4 tháng về dự khóa Thần hoc tại Đại chủng viện.
Được chính quyền Việt Nam đánh giá là một nhân vật Công giáo có xu hướng hoạt động yêu nước tích cực từ lúc còn thanh niên, ở trong nước cũng như ở hải ngoại, tháng 8 năm 1977, ông cùng với Giám mục Phaolô Nguyễn Văn Bình, Tổng Giám mục giáo phận Sài Gòn, được chọn tham gia phái đoàn đi thăm Hà Nội. Tháng 1 năm 1978, ông được mời dự họp Ủy ban Trung ương Mặt trận Tổ quốc Việt Nam tại Thành phố Hồ Chí Minh.
Trong thời kỳ Nguyễn Ngọc Quang quán lý giáo phận, Đại chủng viện Thánh Quý được mở cửa trở lại vào tháng 12 năm 1988 nhằm đào tạo linh mục liên giáo phận Vĩnh Long – Long Xuyên và Cần Thơ. Ngày 20 tháng 6 năm 1990, Giám mục Giacôbê Nguyễn Ngọc Quang qua đời tại Tòa giám mục Cần Thơ, thọ 81 tuổi. Thi hài ông được an táng tại Nhà thờ chính tòa Cần Thơ.

## Tính cách
Giám mục Nguyễn Ngọc Quang đặc biệt tôn trọng sự đúng giờ: ông không thích việc đến sớm hay đến muộn vào các dịp cử hành việc mục vụ cũng như sinh hoạt cá nhân. Ngoài ra, giám mục Quang cũng là người giản dị và tự lập: ông tự giặt quần áo, khâu vá và các nhu cầu khác. Ông sử dụng ba chiếc quần dài màu đen và ba chiếc áo vải trắng và thường sử dụng áo dòng trong cả ngày. Hơn nữa, giám mục Quang tự làm bao thư và cắt tỉa, trồng ăn trái trong vườn. Ngoài ra, giám mục Quang cũng đề cao sự trung thực và sẵn sàng hỗ trợ các linh mục nếu họ chấp nhận trình bày trung thực với ông. Trước năm 1975, Nguyễn Ngọc Quang là một người nóng tính và hay lớn tiếng nhưng về sau đã khắc phục khuyết điểm của mình, trở thành một người hiền lành và nhỏ nhẹ.

## Tông truyền
Giám mục Giacôbê Nguyễn Ngọc Quang được tấn phong giám mục năm 1965, thời Giáo hoàng Gioan XXII, bởi:
- Chủ phong: Angelo Palmas, Tổng giám mục Khâm sứ Tòa Thánh tại Việt Nam.
- Hai giám mục phụ phong: Phaolô Nguyễn Văn Bình, Tổng giám mục Tổng giáo phận Sài Gòn và giám mục Antôn Nguyễn Văn Thiện, giám mục chính tòa giáo phận Vĩnh Long.

Giám mục Giacôbê Nguyễn Ngọc Quang đóng vai trò chủ phong trong nghi thức truyền chức linh mục giám mục:
- Năm 1965, linh mục Gioan Baotixita Phạm Minh Mẫn, hiện là hồng y, nguyên Tổng giám mục Tổng giáo phận Thành phố Hồ Chí Minh.

Giám mục Giacôbê Nguyễn Ngọc Quang đóng vai trò chủ phong trong nghi thức truyền chức giám mục:
- Năm 1975, giám mục Emmanuel Lê Phong Thuận, cố giám mục chính tòa Giáo phận Cần Thơ.

Giám mục Giacôbê Nguyễn Ngọc Quang đóng vai trò phụ phong trong nghi thức truyền chức cho giám mục:
- Năm 1978, giám mục Louis Phạm Văn Nẫm, cố giám mục phụ tá Tổng giáo phận Thành phố Hồ Chí Minh.